# تیکو هفت دریا
تیکو هفت دریا (به ژاپنی: 七つの海のティコ، به انگلیسی: Tico of the Seven Seas) یک مجموعه تلویزیونی انیمه ژاپنی ۳۹ قسمتی است که توسط استودیو نیپون انیمیشن ساخته شده است. پخش آن از ۱۶ ژانویه ۱۹۹۴ در شبکه فوجی تلویژن آغاز شده و تا ۱۸ دسامبر ۱۹۹۴ ادامه داشته است. داستان مجموعه دربارهٔ دختری یازده ساله به نام نانامی سیمپسون و بهترین دوستش تیکو (یک نهنگ قاتل ماده) است. تیکو هفت دریا بخشی از مجموعه تئاتر شاهکار جهان است.